# 伊利沙伯中學舊生會中學
伊利沙伯中學舊生會中學（英語：Queen Elizabeth School Old Students' Association Secondary School；簡稱QESOSASS或QOS）是一所位於香港天水圍的男女子文法中學，由伊利沙伯中學舊生會教育推廣機構於1993年創校，校舍由周氏建築師事務所設計。至1996年正式招生。

## 校訓及辦學宗旨
承傳自伊利沙伯中學，校訓為「修己善群」，拉丁文為「Vos Parate ut Serviatis」，英文意譯為「Prepare Yourselves That You May Serve」，又作「Prepare Yourselves for Serving the Others」。
校訓且釋如下：
子路問君子。子曰：「修己以敬。」
曰：「如斯而已乎？」曰：「修己以安人。」
曰：「如斯而已乎？」曰：「修己以安百姓。」
（《論語．憲問》）
子路請教孔子怎樣做才是君子。孔子說：「以嚴肅敬慎的態度去提升自己的修養；從而讓周圍的人安樂；以至讓世間群眾過上安樂的生活。」
並有以下辦學宗旨：
- 為學生提供全人教育，使學生在德、智、體、群、美五方面得到理想的發展。
- 透過均衡的課程及富啟發性的學習環境，讓學生充分發展各方面的潛能，並培養生活紀律、公民意識，貫徹校訓「修己善群」的精神，進德修業，服務社群。

## 六大特色及年度主題
學校六大特色 (LEARNT)：
- Love and Care 師生情誼
- English Learning 英語學習
- Aspiration for Innovation 開拓與科研
- Reading Literacy 閱讀素養
- Nature Conservation 環境關懷
- Talent Cultivation 發揮才能

年度主題：
- 2021/22, 2022/23 - Rebound and Rejoice 喜樂人生
- 2023/24 - Be Better, Be Shinier 拓我宇宙 展我繽紛
- 2024/25 - Fully engaged, Fully appreciate 全程投入 為你喝采

## 2024/25開設班級
1. 中一：4班（每班約32人）
2. 中二：4班（每班約33人）
3. 中三：4班（每班約31人）
4. 中四：4班（每班約30人）
5. 中五：5班（每班約34人）
6. 中六：4班（每班約27人）

## 獎項
- 在2010年該校獲得聯合國教科文組織，認可為「中國可持續發展教育示範學校」。[2]
- 科學教師團隊包括陳不盡老師、黃志輝老師及羅銘煒老師[3]獲「2012-2013 行政長官卓越教學獎」。[4]
- 前圖書館主任梁德賢老師獲「學校圖書館主任卓越成就獎」IASL and HKTLA Teacher Librarianship Excellence Award（2011）」。[5]
- 獲得由香港環境保護協會主辦的「校際環保成就獎2012─香港十大綠色學校」。（2012-2013）」。[6]
- 連續三屆於可持續發展委員會「可持續發展學校獎勵計劃」獲得金獎（2008-2012），因而再獲最高榮譽的「最傑出boomer表現獎」。(2010-2012)」。[7]
- 體育教師團隊包括楊達武老師、黃智穎老師及李芷君老師獲「2017-2018 行政長官卓越教學獎」。[8]
- 在2024年該校獲得「第七屆品德教育傑出教學獎」優秀獎。
- 羅惠金校長獲得第六屆「卓越教育行政人員獎勵計劃」獎項。

## 課程

### 必修科
| 中一必修科                  | 中二必修科       | 中三必修科        | 中四必修科                           | 中五必修科                           | 中六必修科                           |
| --------------------------- | ---------------- | ----------------- | ------------------------------------ | ------------------------------------ | ------------------------------------ |
| 中文（CHI）                 |                  |                   |                                      |                                      |                                      |
| 英文（ENG）                 |                  |                   |                                      |                                      |                                      |
| 數學（MATH）                |                  |                   |                                      |                                      |                                      |
| 綜合人文（IH）              | 綜合人文（IH）   | 綜合人文（IH）    | 公民與社會發展 (CS)                  | 公民與社會發展 (CS)                  | 公民與社會發展 (CS)                  |
| 英文閱讀及説話（ENG RD&SP） |                  |                   |                                      |                                      |                                      |
| 普通體育（PE）              |                  |                   |                                      |                                      |                                      |
| 綜合科學（IS）              | 綜合科學（IS）   | 綜合科學（IS）    | 高中選修科 (HKDSE elective subjects) | 高中選修科 (HKDSE elective subjects) | 高中選修科 (HKDSE elective subjects) |
| 視覺藝術（VA）              |                  |                   | 高中選修科 (HKDSE elective subjects) | 高中選修科 (HKDSE elective subjects) | 高中選修科 (HKDSE elective subjects) |
| 電腦（CL）                  |                  |                   | 高中選修科 (HKDSE elective subjects) | 高中選修科 (HKDSE elective subjects) | 高中選修科 (HKDSE elective subjects) |
| 地理（GEOG）                |                  |                   | 高中選修科 (HKDSE elective subjects) | 高中選修科 (HKDSE elective subjects) | 高中選修科 (HKDSE elective subjects) |
| 音樂（MUSIC）               |                  |                   | 高中選修科 (HKDSE elective subjects) | 高中選修科 (HKDSE elective subjects) | 高中選修科 (HKDSE elective subjects) |
| 中國歷史（C.HIST）          |                  |                   | 高中選修科 (HKDSE elective subjects) | 高中選修科 (HKDSE elective subjects) | 高中選修科 (HKDSE elective subjects) |
| 設計思維（STEM）            | 設計思維（STEM） | 生活與社會（L&S） | 高中選修科 (HKDSE elective subjects) | 高中選修科 (HKDSE elective subjects) | 高中選修科 (HKDSE elective subjects) |
| 普通話（PTH）               |                  |                   | 高中選修科 (HKDSE elective subjects) | 高中選修科 (HKDSE elective subjects) | 高中選修科 (HKDSE elective subjects) |

### 高中選修科
| 物理（Phy）        | 化學（Chem）                          | 生物（Bio）                           |
| 地理（Geog）       | 旅遊與款待（THS）                     | 資訊及通訊科技（ICT）                 |
| 視覺藝術（VA）     | 企業會計與財務概論(會計)（BAFS(Acc)） | 企業會計與財務概論(管理)（BAFS(Mgt)） |
| 經濟（Econ）       | 歷史（Hist）                          | 體育（PE(HKDSE)）                     |
| 中國歷史（C.Hist） | 數學延伸單元（二）(M2)                |                                       |

### 特色課程
- 全校每週兩節成長課：包含德育、公民及國民教育、環境教育、生涯規劃教育、家庭生活教育和性教育等。
- 午膳時段後活動：星期一、二、四定為「閲讀時段」；星期三及五定為「活動時段」，其中「師生大比拼」活動有效維繫師生情誼。
- 星期五早上時段定期播放校園電視台校園快訊。
- 中二級設有「樹木和人」跨科專題研習課程。
- 中三級設有「流浮山可持續發展」跨科專題研習課程。

## 社制
學校共分四社，承傳自伊利沙伯中學的舊稱，各社為信義、仁愛、和平、忠孝（又稱東社、南社、西社、北社）。每名新生入學時，均會被按班別分配至其中一社。在陸運會、環居跑等活動場合，會以以上四社作區分及互相競爭。

## 特色活動
- 國際環境守護者青年會議（CEI）
- 環居跑
- 大沙漠（約3000米體育課長跑）
- 學習生活體驗日 (EOL Day)
- 「樹木和人」跨科專題研習（中二級）
- 暑期英語夏令營
- STEM week（初中）

## 設施
影片介紹 （页面存档备份，存于）
- 地下：禮堂、籃球場、排球場、羽毛球場、學生廣場、家長中心、園圃、生態池、小食部、飯堂
- 一樓：教員室、社工室、會議室、導修室、學生會及領袖生室、視覺藝術室、生涯規劃室
- 二樓：課室、電腦室、STEAM學習室、視覺藝術室、演講廳、培育室、校史館
- 三樓：課室、英語閣、MAC實驗室、悅藝坊、自修室、圖書館、校園電視台、體育學習室、音樂室
- 四樓：課室、生物實驗室、多用途學習室、基因技術分子生物實驗室
- 五樓：課室、科學實驗室
- 六樓：課室、化學實驗室、物理實驗室、多用途活動室
- 七樓：天台、操場

## 歷任校長
- 1996-2004年：麥陳尹玲校長（原羅富國教育學院第十三任院長）
- 2004-2005年：許為天校長
- 2005-2013年：劉修妍校長
- 2013-2021年：何淑儀校長
- 2021年- ：羅惠金校長

## 著名校友
- 巫啟航：元朗區議會宏逸選區議員
- 鄭司律：香港工黨副主席、2012年立法會選舉港島區候選人（工黨）
- 周永恆：香港男歌手、演員[10]

## 社交網站
- 伊利沙伯中學舊生會中學Facebook專頁 （页面存档备份，存于）
- 伊利沙伯中學舊生會中學Instagram專頁

## 外部連結
伊利沙伯中學舊生會中學網站（页面存档备份，存于）